# Nicholas Meyer
Nicholas Meyer, född 24 december 1945 i New York, USA, är en amerikansk författare, regissör och producent. 
Meyer är mest känd för sitt arbete med Star Trek filmerna; han regisserade Star Trek II Khans vrede (1982). Han har också skrivit tre romaner, där han ger en ny bild av Arthur Conan Doyles romanhjälte Sherlock Holmes.